# Acanthermia iphis
Acanthermia iphis är en fjärilsart som beskrevs av William Schaus 1912. Acanthermia iphis ingår i släktet Acanthermia och familjen nattflyn. Inga underarter finns listade i Catalogue of Life.